# Marginella mosaica
Marginella mosaica là một loài ốc biển cỡ nhỏ, là động vật thân mềm chân bụng sống ở biển trong họ Marginellidae.